# Métropolitain (film, 1958)
Pour les articles homonymes, voir Métropolitain.
Pour plus de détails, voir Fiche technique et Distribution.
Métropolitain est un court métrage français réalisé par Henri Gruel et sorti en 1958.

## Synopsis
Illustration d'un poème d'Arthur Rimbaud extrait des Illuminations.

## Fiche technique
- Titre : Métropolitain
- Réalisation : Henri Gruel et Laure Garcin
- Commentaire : dit par Jean-Marc Tennberg
- Photographie : Henri Gruel, assisté de Jean Tappou
- Effets sonores : Henri Gruel
- Production : Armor Films
- Pays d'origine :  France
- Format : Couleurs - 35 mm
- Durée : 12 min
- Année de sortie : 
  - France - 1958

## Distinctions
- 1960 : Diplômé au Concours technique du film à Prague
- 1960 : Sélectionné au 5e Festival Internacional de Cine Documental y Experimental à Montevideo